# Аламо (Калифорния)
Вижте пояснителната страница за други значения на Аламо.
Аламо (Alamo) е населено място в окръг Контра Коста, в района на залива на Сан Франциско, щата Калифорния, Съединените американски щати.
Има население от 15 626 души. (2000) и обща площ от 53,3 кв. км (20,6 кв. мили). Движението на населението на Аламо според Бюрото за преброяване на населението е следното:
| Година | Численост |
| ------ | --------- |
| 1960   | 1791      |
| 1970   | 14 059    |
| 1980   | 8505      |
| 1990   | 12 277    |
| 2000   | 15 626    |

1. ↑  data.census.gov //   Посетен на 1 януари 2022 г.